# Anaoen
De Anaoen (Russisch: Анаун) is een stratovulkaan in het zuidelijke deel van het Centraal Gebergte in het Russische schiereiland Kamtsjatka. De vulkaan bevindt zich ten noordoosten van de vulkaan Oeksitsjan. De Anaoen is een basaltische vulkaan, die ontstond in het late Kwartair. Vanuit de top strekken zich twee groepen jonge sintelkegels uit: in noordoost-zuidwestelijke richting en ten zuiden en zuidwesten van de vulkaan.